# Chrysobothris umrongsoi
Chrysobothris umrongsoi es una especie de escarabajo del género Chrysobothris, familia Buprestidae. Fue descrita científicamente por Barries en 2007.